# AMC-15
AMC-15 (ehemals GE-15) ist ein kommerzieller Kommunikationssatellit des niederländischen Satellitenbetreibers SES World Skies. Seine gesamte Kapazität ist bis zum Ende seiner Betriebszeit an EchoStar vermietet.

## Geschichte
Der Start erfolgte am 14. Oktober 2004 auf einer Proton-M-Trägerrakete vom Kosmodrom Baikonur in einen geostationären Transferorbit. AMC-15 wurde bei seiner geostationären Position auf 105° West in Betrieb genommen.
Von dort kann er in ganz Nordamerika empfangen werden. Ein weiterer Satellit, AMC-16, welcher ursprünglich als Reserve gebaut wurde, startete ebenfalls 2004.

## Technische Daten
Lockheed Martin baute AMC-15 auf Basis ihres Satellitenbusses der A2100-Serie. Der Satellit ist mit 24 Ku- und 12 Ka-Band-Transpondern ausgerüstet. Er ist dreiachsenstabilisiert und wog beim Start ca. 4 Tonnen. Außerdem wird er durch zwei große Solarmodule und Batterien mit Strom versorgt und besaß eine geplante Lebensdauer von 15 Jahren, welche er bereits übertraf.